# Riedelia
Riedelia es un género de plantas con flores perteneciente a la familia Zingiberaceae. Comprende 81 especies descritas y de estas, solo 75 aceptadas.

## Taxonomía
El género fue descrito por Daniel Oliver (botánico) y publicado en Hooker's Icones Plantarum 15: 15. 1883. La especie tipo es: Riedelia curviflora Oliv. 

## Especies aceptadas
A continuación se brinda un listado de las especies del género Riedelia aceptadas hasta febrero de 2013, ordenadas alfabéticamente. Para cada una se indica el nombre binomial seguido del autor, abreviado según las convenciones y usos:
- Lista de especies de Riedelia